# مذكرة هيميرود

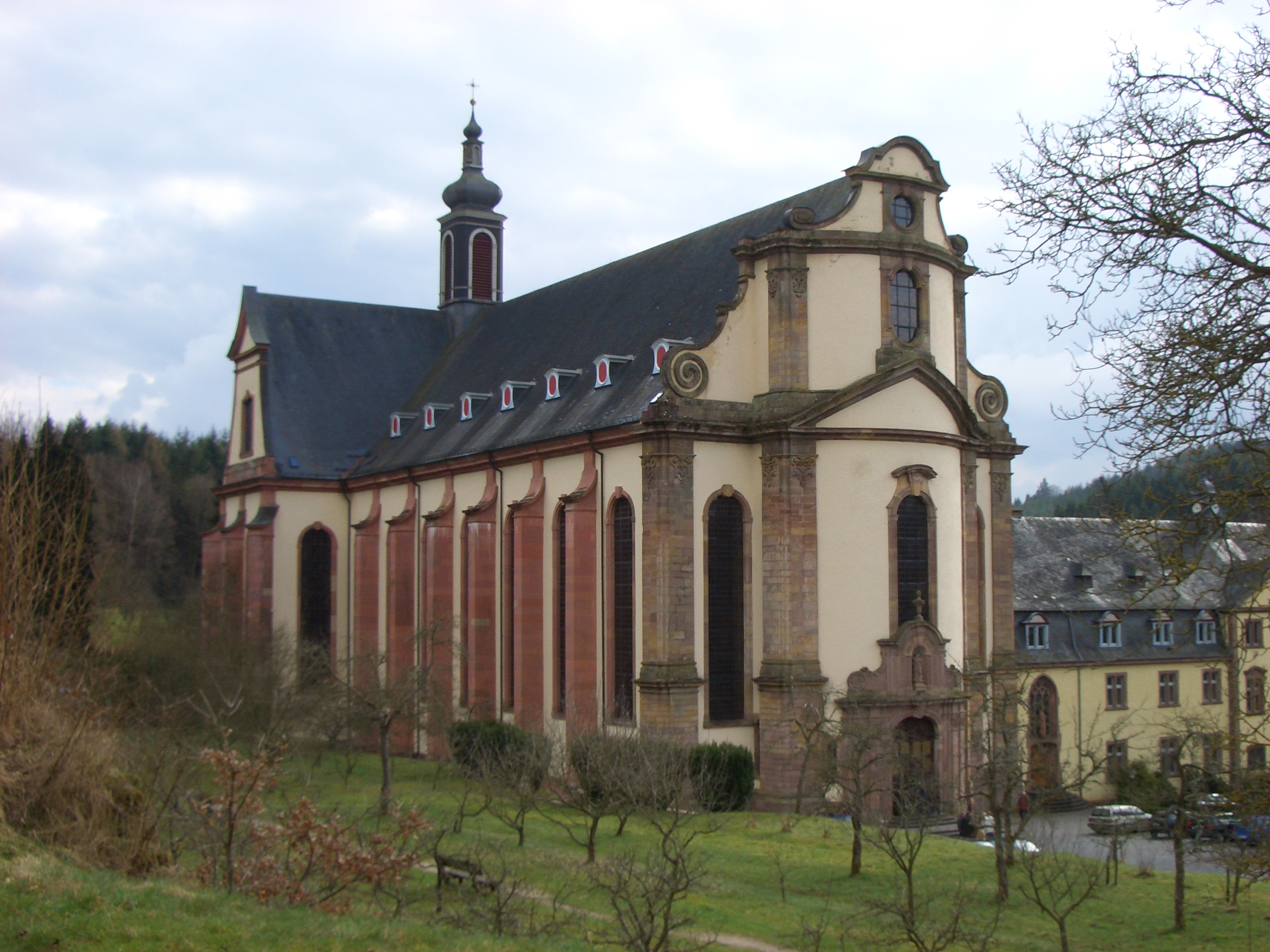

مذكرة هيميرود (بالألمانية: Himmeroder Denkschrift)‏ وثيقة من 40 صفحة عقب اجتماع سري عام 1950 من ضباط رفيعي المستوى سابقيين في الفيرماخت بدعوة من المستشار كونراد أديناور إلى هيميرود لمناقشة إعادة تسليح ألمانيا الغربية. وضعت الوثيقة الناتجة الأساس لإنشاء الجيش الجديد (الجيش الألماني) للجمهورية الاتحادية.
ساهمت المذكرة، بالإضافة إلى الإعلان العام عن «شرف» الفيرماخت من قبل القادة العسكريين للحلفاء والسياسيين في ألمانيا الغربية، في خلق أسطورة «الفيرماخت النظيف».  

## سياق ما بعد الحرب العالمية الثانية
لقد حدد مؤتمر بوتسدام الذي عقده الاتحاد السوفيتي والمملكة المتحدة والولايات المتحدة في الفترة من 17 يوليو إلى 2 أغسطس 1945 إلى حد كبير سياسات الاحتلال التي كان على البلد المهزوم مواجهتها. وشملت هذه نزع السلاح، اجتثاث النازية، الديمقراطية واللامركزية. تسبب تنفيذ الحلفاء في كثير من الأحيان الخام وغير الفعال في رفض السكان المحليين للعملية باعتبارها "مزيجًا ضارًا من الأخلاق و"عدالة المنتصرين". 
بالنسبة لأولئك الذين يعيشون في مناطق الاحتلال الغربية، أدى ظهور الحرب الباردة إلى تقويض عملية التجريد من السلاح عن طريق تبرير الجزء الرئيسي على ما يبدو من سياسات هتلر الخارجية - «الحرب ضد البلشفية السوفيتية».  في عام 1950، بعد اندلاع الحرب الكورية، أصبح من الواضح للأمريكيين أنه يتعين إحياء جيش ألماني للمساعدة في مواجهة الاتحاد السوفيتي، وقد واجه كل من السياسيين الأمريكيين والألمان الغربيين احتمال إعادة بناء القوات المسلحة للجمهورية الاتحادية. 

## مؤتمر دير حميرود
في الفترة من 5 إلى 9 أكتوبر 1950، اجتمعت مجموعة من كبار الضباط السابقين، بناءً على طلب من المستشار كونراد أديناور، سراً في دير هيميرود (ومن هنا جاء اسم المذكرة) لمناقشة إعادة تسليح ألمانيا الغربية. تم تقسيم المشاركين في العديد من اللجان الفرعية التي ركزت على الجوانب السياسية والأخلاقية والتشغيلية واللوجستية للقوات المسلحة المستقبلية. 

## المشاركين
- أدولف هيوسنجر [1]
- هانز سبيديل [1]

### اقتباسات
1. 1 2 3  Wette 2007.
2. 1 2  Smelser & Davies 2008.
3. 1 2  Large 1987.
4. ↑  Abenheim 1989.